# Sociedad Deportiva Lagunak (femenino)
El equipo de fútbol femenino de la Sociedad Deportiva Lagunak de Barañáin (Navarra) España, fue fundado en 1990 y juega actualmente (2022/23) en el Campeonato Regional de Navarra, habiendo militado en temporadas anteriores en Primera y Segunda división del fútbol femenino.

## Historia
Fundada en 1990, la sección femenina de fútbol de la S.D. Lagunak fue pionera del fútbol femenino en Navarra. El origen tuvo lugar en Barañáin en 1988, cuando en torno a Tino del Barrio se creó un equipo de fútbol sala femenino que participó con grandes resultados en diferentes torneos de Navarra. En 1990 las jugadoras y su entrenador solicitaron con éxito al club Lagunak que adoptase al equipo y se fundó la sección. Con el buen nivel que había entre los diferentes equipos de sala, no tardó en surgir la idea de formar una buena plantilla de fútbol 11 en Barañáin para competir, eso sí, fuera de Navarra. Tino del Barrio se puso en contacto con el donostiarra Iñaki Artola (antiguo entrenador del Oyarzun femenino), que estaba afincado en Pamplona y ya había intentado años atrás sin éxito impulsar una liga femenina navarra. Entre ambos retomaron el proyecto de crear una liga de fútbol 11 en Navarra, pero esta vez con una estrategia nueva.
Así, el primer paso sería conseguir el apoyo de un club (la S.D. Lagunak lo proporcionaba), luego conformar una especie de selección navarra y después inscribirse en la Federación Guipuzcoana. Los objetivos de Artola y Del Barrio eran, por un lado, demostrar que el fútbol femenino navarro tenía un buen nivel y, por otro lado, sirviendo de espejo, animar a otros clubes navarros a la creación de plantillas femeninas para la temporada siguiente. El 16 de septiembre de 1990 Lagunak disputó su primer partido oficial en San Sebastián ante el Alde Zaharra, a quien venció por 3-1, y Tegui fue la primera jugadora de la historia del club en anotar un gol.
Aquel primer equipo se configuró con las mejores jugadoras jóvenes de la región junto con algunas buenas futbolistas navarras que ya habían jugado a las órdenes de Artola en Oiartzun en una etapa anterior. El éxito fue inmediato pues el equipo ascendió a Liga Nacional (hoy 2ª División Nacional) en el mismo año de su debut. Jugadoras destacadas de aquellos años fueron Paula Kasares, Popy, Marisol Sánchez, Tegui, Maider, Tita, Lydia Muruzábal, Txusmi Martikorena o María Etxamendi.
En la temporada 1991/92 se creó un equipo filial de cantera para jugar en el anhelado Campeonato Regional Navarro, que nacía con cinco equipos y hoy día está ya consolidado. Huarte, San Juan, Mutilvera, Corellano y Lagunak B protagonizaron aquella histórica primera Liga Regional Navarra.
Al mismo tiempo, Tino del Barrio se ocupó de la creación del fútbol-base, con jugadoras a partir de edad benjamín, de donde saldrían jugadoras más tarde internacionales como Marta Moreno, Carolina Miranda, María Goñi, Ainhoa Tirapu o Erika Vázquez (estas dos últimas, militando en el Athletic Club, disputarían en 2015 el Mundial de Canadá).
En la temporada 1997/98, siendo equipo de 2ª división, Lagunak quedó subcampeón de la Copa de la Reina tras caer ante el Málaga por 4-0. Dos años más tarde el equipo volvió a llegar a la final pero el Levante se impuso por 2-0. Ya en Primera División, el año 2006, se alcanzó una tercera final frente al Espanyol de Barcelona pero el título se les escapó a las navarras en la tanda de penaltis tras un 2-2.
En 2003 logró ascender a la Superliga con Popy Etxarri como entrenadora, al superar en la fase final al Gijón y al F. C. Barcelona. Ahí permaneció varios años, descendiendo al finalizar la temporada 2006/07. En 2008 recupera la máxima categoría tras una temporada impecable y una fase de ascenso excelente ante el Málaga y el Arguineguín de Canarias.
En la temporada 2012/13 el equipo descendió a 2ª división, descendiendo posteriormente a la Liga Regional Navarra, en donde compite en la actualidad.
En las filas del Lagunak han militado varias jugadoras que han sido internacionales con la Selección española: tras Paula Kasares y Lydia Muruzábal en la década de los noventa, recientemente han vestido la "roja" Mª Paz Azagra, Miriam Erkizia, Marta Moreno, Erika Vázquez, Carol Miranda, Nuria Zufía, María Goñi, Ainhoa Tirapu, Marta Ozkoidi, Uxue Astiz y María Sántxez (Mariatxi).

## Estadio
Las instalaciones adscritas al Servicio Municipal Lagunak cuentan con un campo de fútbol 7 y otro de fútbol 11, ambos de hierba artificial, en los que entrenan y disputan sus encuentros los equipos de la sección de fútbol.

## Datos del club (hasta 2011/12)
- Temporadas en Primera División: 8.
- Partidos jugados: 540.
  - Partidos ganados: 540.
  - Partidos empatados: 0.
  - Partidos perdidos: 0.
- Goles a favor: 1342.
- Goles en contra: 123.
- Puntos: 1482.
- Mejor puesto en la liga: 1º (2003/04).
- Peor puesto en la liga: 2º (2011/12).

## Equipo filial
Ha sido un equipo clásico del fútbol femenino navarro de cantera.

### Historia
En la temporada 1991/92 se creó el equipo filial, siendo uno de los clubes pioneros del primer Campeonato Regional Navarro junto a los siguientes equipos:C.D. Huarte, A.D. San Juan,U.D. Mutilvera,C.D. Corellano y el propio filial del Lagunak.
Ha llegado a ganar la Liga Regional de Navarra. También ha disputado varias temporadas en la Primera Nacional Femenina (La actual  Primera B).

### Premios
Ha llegado a ganar el Premio a la Deportividad de Desde La Banda - Fútbol Navarro.